# Ram Trucks
Ram Trucks (estilizada como RAM y anteriormente conocida como Ram Truck Division del fabricante FCA US) es una marca de camionetas cuya sede central se ubica en Auburn Hills, Estados Unidos. Fabrica automóviles de peso ligero a mediano y otros vehículos comerciales, siendo actualmente propiedad de Stellantis, anteriormente Fiat Chrysler Automobiles desde 2010.

## Historia

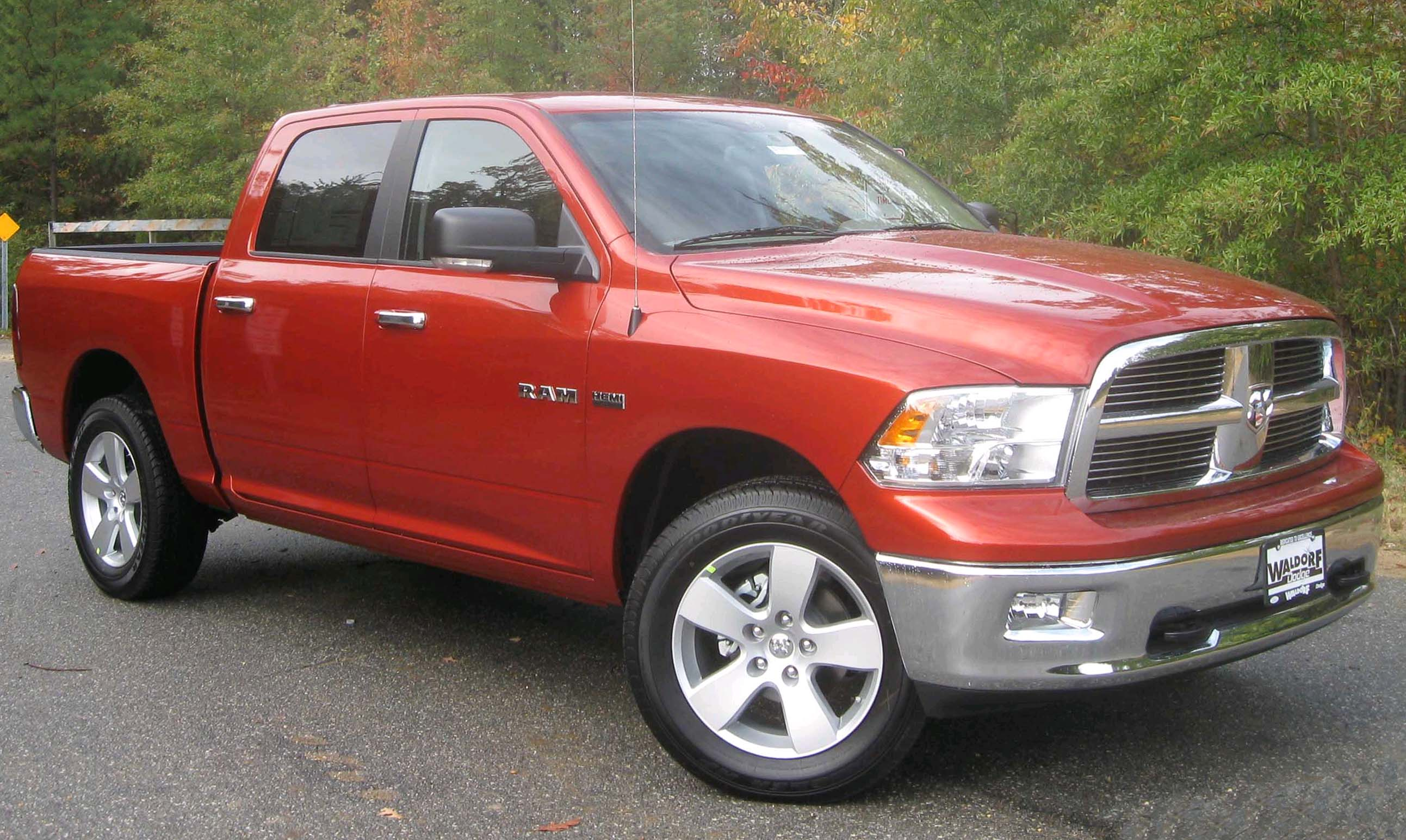
SLT Big Horn Quad Cab de 2009.

El nombre fue utilizado inicialmente en 1981 para modelos de camionetas de la marca Dodge. Después de la quiebra del Grupo Chrysler, se definió nuevamente la política de marcas del grupo. La gama de camionetas de Dodge contaba con imagen suficiente como para formar su propia marca. Su logotipo es el ornamento del carnero, usado por los vehículos Dodge desde los años 1930.
La marca inicialmente contó con tres modelos: la Ram Pickup, denominada como Dodge Ram hasta 2009, sobre cuya base se conformó la marca Ram, la Ram Dakota, antes Dodge Dakota y la Dodge Caravan. De todas estas, en 2011 la Dakota dejó de producirse por su abrupto descenso en ventas, mientras que la Caravan volvió a manos de la marca Dodge.
La nueva línea de vehículos comerciales de Ram incluyen a la pickup, que presenta una gama de versiones identificadas de acuerdo a su tipo de carga, siendo conocidas como Ram 1500 para media tonelada, Ram 2500 para carga pesada, Ram 3500 para cargas completas y Ram Chasis Cab, para uso como camión o semirremolque. Al mismo tiempo, la alianza entre Fiat S.p.A. y Chrysler, que ha permitido la constitución de Fiat Chrysler Automobiles, permitió la comercialización de los modelos Fiat Ducato y Fiat Doblò bajo la marca Ram, siendo bautizados como Ram Promaster y Ram Promaster City, respectivamente. Al mismo tiempo, en México es producida y comercializada la camioneta ligera Fiat Strada bajo el nombre de Ram 700, siendo su producción y venta circunscriptos exclusivamente al mercado centro y sudamericano.
Los modelos posteriores a 2009 corresponden al diseño catalogado como de cuarta generación. Las Dodge Ram han sido nombradas por la revista estadounidense Motor Trend como las mejores camionetas del año en tres distintas ocasiones; la segunda generación de Ram en 1994, la tercera generación Heavy Duty (HD) en 2003 y la cuarta generación HD en el 2009.
Actualmente estos vehículos se fabrican en plantas localizadas en Saltillo, Coahuila, México; Fenton (Misuri) y en Warren (Míchigan), Estados Unidos.

## Modelos

### Actuales

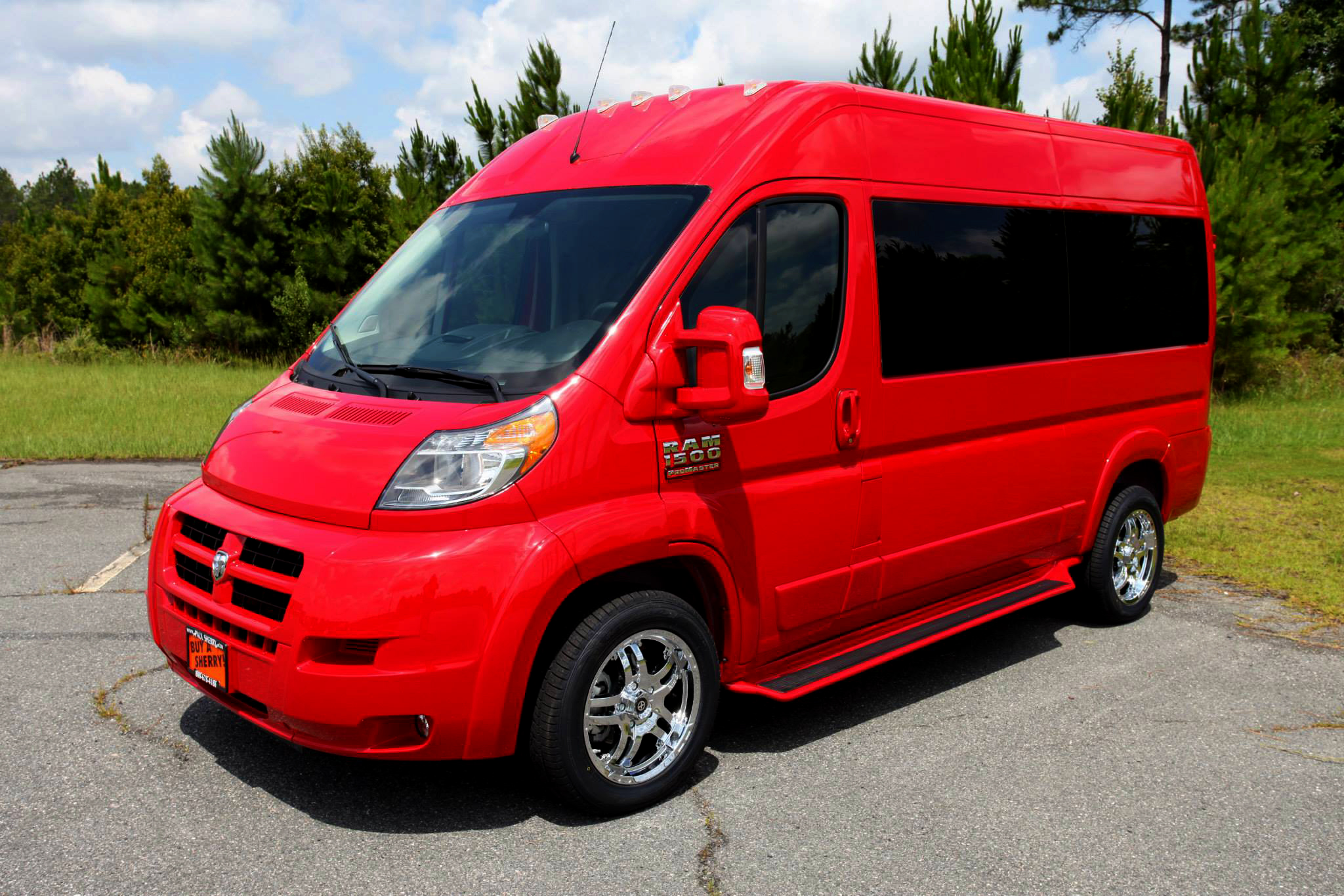
Conversión de una furgoneta de 2014 con techo alto sobre un chasis Sevel, modificada por Paul Sherry.

- Ram Pickup (1500, 2500 y 3500) (1981-presente)[2]
- Ram Chasis Cab (4500, 5500)
- Ram 700/Fiat Toro/Ram 1000 (2014-presente)
- Ram Rampage (2023-presente)
- Ram ProMaster (1500, 2500, 3500 y Chasis Cabina) (2013-presente)
- Ram ProMaster City (2014–presente)

### Anteriores
- Dodge Dakota (1997-2011)
- Dodge Caravan (2009-2014)

| Calendario anual | Estados Unidos | Canadá | Total   |
| ---------------- | -------------- | ------ | ------- |
| 1999             | 428,930        |        |         |
| 2000             | 380,874        |        |         |
| 2001             | 344,538        |        |         |
| 2002             | 396,934        |        |         |
| 2003             | 449,371        |        |         |
| 2004             | 426,289        |        |         |
| 2005             | 400,543        |        |         |
| 2006             | 364,177        |        |         |
| 2007             | 358,295        |        |         |
| 2008             | 245,840        |        |         |
| 2009             | 177,268        | 30,621 | 207,889 |
| 2010             | 199,652        | 53,386 | 253,038 |